# 케네스 앵거

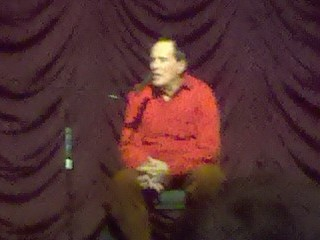

케네스 앵거(Kenneth Anger, 본명: Kenneth Wilbur Anglemyer, 1927년 2월 3일 ~ )는 미국의 언더그라운드 실험 영화 제작자, 배우, 작가이다. 단편 영화만을 작업했던 그는 1937년 이후로 지금까지 약 40편의 작품을 프로듀싱했으며 그 중 9편은 아울러 매직 랜턴 사이클(Magick Lantern Cycle)로 부른다. 그의 영화는 초현실주의를 동성애와 오컬트와 다양하게 병합했으며 에로티카, 다큐멘터리, 사이코드라마, 스펙터클의 요소들을 포함하는 것으로 기술된다.